# Politica del Giappone
La politica del Giappone si sviluppa in una monarchia costituzionale con un sistema parlamentare di democrazia rappresentativa, in cui il primo ministro è capo del governo; il sistema politico è di tipo multipartitico. L'imperatore è considerato il simbolo della nazione e dello stato.
La sovranità appartiene ai cittadini giapponesi che eleggono i propri rappresentanti in tutti i poteri. È in vigore il suffragio universale e, per ragioni storiche, il sistema politico giapponese è simile a quello del Regno Unito.
Lo stato giapponese ha origine nel 660 a.C. con l'imperatore Jinmu. La Costituzione Meiji, che istituiva il moderno stato giapponese, fu ratificata nel 1889. Il Giappone venne occupato dagli Alleati dalla fine della seconda guerra mondiale nel 1945 fino al 1952. La sovranità, che precedentemente era incarnata dall'imperatore, appartiene ora al popolo. 
Negli ambienti accademici, il Giappone è considerato generalmente una monarchia costituzionale, basata largamente sul sistema britannico con forti influenze sul diritto civile di paesi dell'Europa continentale come Germania e Francia. Ad esempio, nel 1896, il governo giapponese introdusse il Minpo, il codice civile, modellato sul codice civile tedesco Bürgerliches Gesetzbuch. Con le modificazioni del secondo dopoguerra, il codice rimane tuttora in vigore.

## L'imperatore
L'imperatore del Giappone è a capo della famiglia imperiale del Giappone. La Costituzione definisce l'imperatore il "simbolo dello stato e dell'unità del suo popolo". Egli ha principalmente la funzione di svolgere i doveri cerimoniali e non detiene un vero potere politico. Il potere è principalmente detenuto dal primo ministro e dagli altri membri eletti nella Dieta. La sovranità è detenuta dal popolo giapponese, come stabilito nella costituzione. Benché il suo status ufficiale sia molto dibattuto, nelle occasioni diplomatiche l'imperatore tende a comportarsi (con un largo sostegno da parte della popolazione) come capo di Stato. Ad oggi, il Giappone è l'unico paese del mondo con a capo un imperatore.

## Potere esecutivo
| Carica         | Nome           | Partito                                | Dal             |
| -------------- | -------------- | -------------------------------------- | --------------- |
| Imperatore     | Naruhito       | -                                      | 1º maggio 2019  |
| Primo ministro | Shigeru Ishiba | Partito Liberal Democratico (Giappone) | 1º ottobre 2024 |

Il potere esecutivo è subordinato alla Dieta. Il capo dell'esecutivo, primo ministro del Giappone, è nominato dall'imperatore secondo il volere della Dieta. Deve essere membro di una delle due camere della Dieta e non deve provenire dall'ambiente militare.
Il Gabinetto è composto dal primo ministro, che lo presiede, e dai ministri di stato, ed è responsabile di fronte alla Dieta.
Il primo ministro ha il potere di nominare e dimissionare i ministri. I ministri non devono provenire dall'ambiente militare e devono essere scelti in maggioranza fra i membri della Dieta.
Negli anni in cui il Partito Liberal Democratico è stato al potere, è nata la prassi secondo la quale il presidente del partito ricopre la carica di primo ministro.
Il Partito Liberal Democratico, che rappresenta l'ala conservatrice, è stato al potere dal 1955 al 2009, eccetto un breve periodo di governo di coalizione, formato dai partiti oppositori, nel 1993, e poi di nuovo dal 2012.

## Potere legislativo

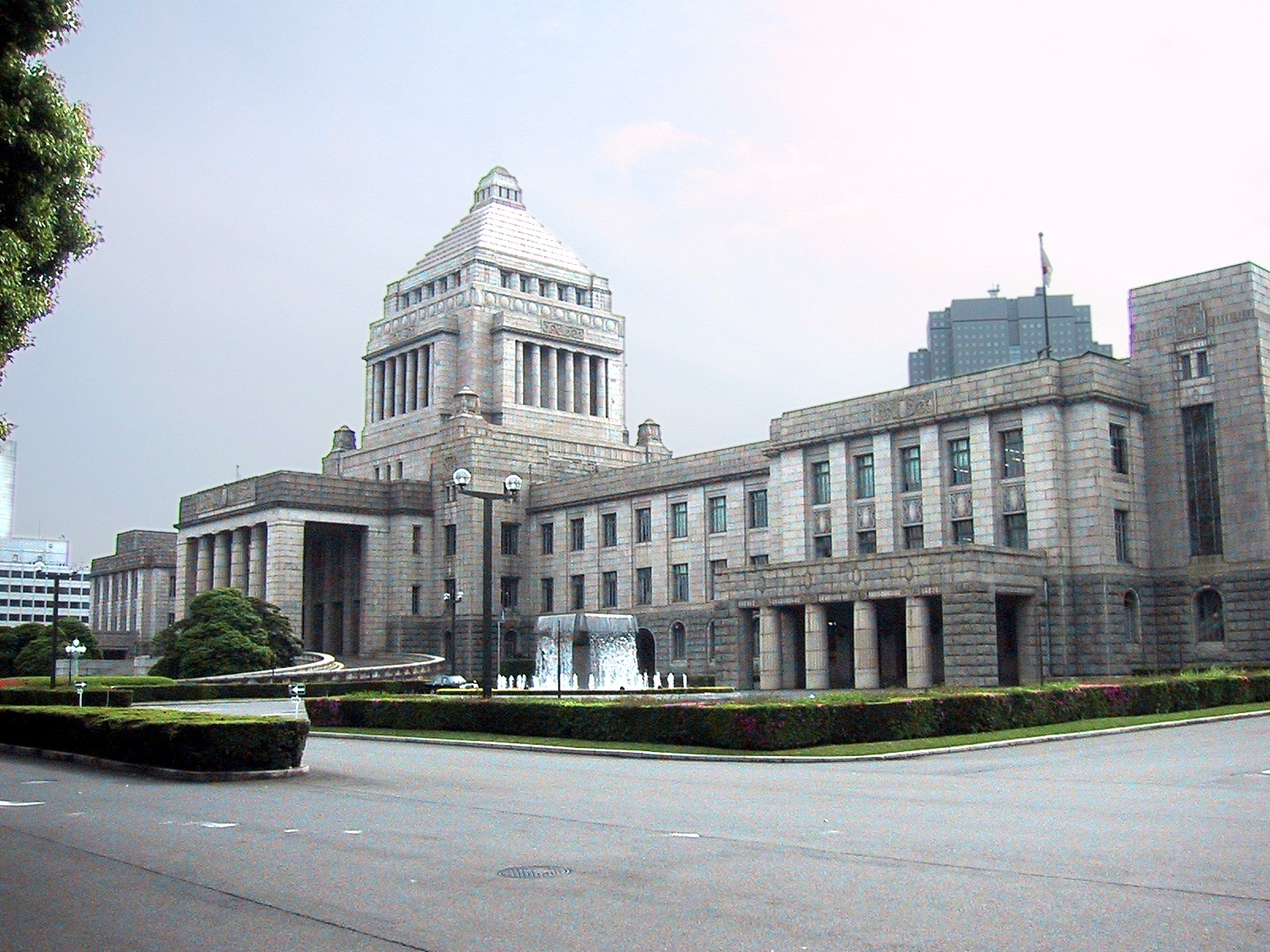
Il Palazzo della Dieta Nazionale, Tokyo

Secondo la Costituzione, la Dieta Nazionale è l'organo più potente dei tre poteri e consiste di due camere, la Camera dei rappresentanti (camera bassa) e la Camera dei consiglieri (camera alta). La Dieta guida l'imperatore nella nomina e nella rimozione degli ufficiali del potere esecutivo e del potere giudiziario.

## Partiti politici ed elezioni
Come in molte altre democrazie parlamentari, il Giappone è dominato dal multipartitismo. Vi sono però due partiti maggiori: il Partito Liberal Democratico, di tendenza conservatrice, e il Partito Costituzionale Democratico, erede del Partito Democratico, d'ispirazione liberale e progressista. In particolare i liberaldemocratici hanno governato quasi ininterrottamente il Paese dal 1946; nel 2009 il PD nipponico, nato 11 anni prima da una costola del Partito Liberal Democratico, ha conquistato la guida del Paese, salvo poi perdere le successive elezioni e cedere la maggioranza nuovamente al PLD.

## Potere giudiziario
Il potere giudiziario è indipendente dagli altri poteri. I giudici sono nominati dall'imperatore secondo le direttive della Dieta.
Il sistema giudiziario giapponese, un misto di consuetudini locali, diritto civile e Common Law anglo-americana, consiste di diversi livelli di corti, con la Corte Suprema come ultimo grado di giudizio e come organo di controllo della costituzionalità di atti e leggi. La Costituzione contiene una dichiarazione dei diritti simile al Bill of Rights degli Stati Uniti. I tribunali giapponesi usano il sistema delle giurie solo in casi di crimini particolarmente gravi. Non esistono tribunali amministrativi . A causa delle basi del sistema giudiziario, le decisioni dei tribunali sono prese in accordo con le leggi vigenti. Solo le decisioni della Corte Suprema hanno effetto diretto sulle successive interpretazioni della legge.

## Processo di formazione delle politiche
A dispetto di un sempre crescente e imprevedibile interesse, sia interno che internazionale, il processo di formazione delle politiche si conforma ancora a precisi parametri risalenti al secondo dopoguerra. La stretta collaborazione del partito al governo, la burocrazia di élite, e gli importanti gruppi di interesse rendono spesso difficile indicare chi sia effettivamente responsabile di specifiche decisioni politiche. La tendenza a non rivelare informazioni su questo tipo di materie da parte di chi è coinvolto nel processo di decisione, rende difficile, soprattutto per gli stranieri, la comprensione di come il processo di formazione delle decisioni possa essere influenzato per ridurre i problemi del commercio.

### Il fattore umano
Il più importante fattore umano nel processo di formazione delle decisioni è l'omogeneità delle élite politiche ed economiche. Esse tendono a laurearsi in un numero relativamente piccolo di università di prestigio, come l'Università di Tokyo e l'Università Keio. La formazione in ambienti simili incoraggia il loro senso della comunità più di quanto possano le origini regionali o di classe; ciò si riflette nella fitta rete di matrimoni d'alleanza tra burocrati d'élite e famiglie dell'alta finanza (zaikai). L'istituzione della pensione anticipata incoraggia parimenti l'omogeneità. Nella pratica del amakudari, o discesa dal cielo, come è meglio conosciuta, i burocrati che vanno in pensione a circa cinquant'anni di età, assumono spesso posizioni di rilievo nelle imprese pubbliche e private o entrano in politica. Alla fine degli anni ottanta, la maggior parte dei primi ministri avevano avuto un passato nella burocrazia.
Questa omogeneità facilita il libero flusso delle idee tra i membri dell'élite in incontri informali. I burocrati e gli uomini d'affari di un singolo comparto industriale, ad esempio l'elettronica, tengono spesso dei meeting informali negli hotel e nei ristoranti di Tokyo. Lo scienziato della politica T.J. Pempel ha sottolineato come la concentrazione del potere politico ed economico a Tokyo, in special modo nella piccola zona centrale, rende facile per i leader, che sono quasi tutti originari della capitale, avere ripetuti contatti personali. Un altro fattore rimarcato spesso è la tendenza degli uomini dell'élite a non avere molta vita familiare. Il lavoro fino a tarda notte e i continui appuntamenti nei vari locali, offrono molte opportunità di discutere di politica e di praticare l'haragei (ossia, l'arte di discutere secondo difficili formalità rituali e facendo ricorso all'esperienza personale), o di una comunicazione più intima, spesso nemmeno verbale. Paragonandole ai guerrieri dell'antica Sparta, che vivevano nelle caserme separati dalle loro famiglie per gran parte della loro vita, le élite burocratiche e economico-finanziarie sacrificano le loro vite private per il bene della nazione (e per il potere personale).

### Lo sviluppo politico formale
Dopo un processo largamente informale all'interno dei circoli delle élite in cui le idee sono discusse e sviluppate, possono essere compiuti alcuni passi verso uno sviluppo delle politiche più formale. Questo processo avveniva spesso attraverso i consigli di deliberazione, detti shingikai. Esistevano circa 200 shingikai, ognuno legato a un ministro; i loro membri erano sia politici che importanti individualità del mondo degli affari, dell'educazione o di altri campi. Lo shingikai giocava un grande ruolo nel facilitare la comunicazione tra chi di norma non aveva molti contatti. Data la tendenza delle vere negoziazioni ad essere condotte privatamente (attraverso il nemawashi, processo di costruzione del consenso), lo shingikai rappresentava spesso un livello più avanzato nella formazione delle politiche in cui potevano sorgere delle differenze di vedute relativamente minori e in cui le decisioni prese potevano essere comunicate in un linguaggio più comprensibile per tutti. La costituzione di questi consigli era legale, ma il governo non era assolutamente obbligato ad adottare le loro raccomandazioni.
Il più importante consiglio di deliberazione durante gli anni ottanta fu la Commissione Provvisoria per le Riforme Amministrative, costituitasi nel marzo 1981 dal primo ministro Zenkō Suzuki. La commissione era composta da nove membri, assistiti nelle loro deliberazioni da sei consiglieri, 21 "membri esperti", e circa cinquanta "consiglieri" rappresentanti di una vasta gamma di gruppi sociali. Il capo della commissione, (Keidanren) il presidente Doko Toshio, insistette perché il governo prendesse le sue raccomandazioni sul serio e si impegnasse nella riforma dell'amministrazione e del sistema fiscale. Nel 1982 la commissione formulò diverse raccomandazioni e pareri che vennero poi attuati entro la fine del decennio. Queste realizzazioni includevano:
- la riforma delle tasse;
- una politica di limitazione della crescita del governo e dell'amministrazione;
- l'introduzione, nel 1984, dell'Agenzia di Gestione e Coordinamento al posto dell'Agenzia della Gestione dell'Amministrazione nell'Ufficio del primo ministro;
- la privatizzazione delle imprese pubbliche delle ferrovie e delle telecomunicazioni.

Nell'aprile 1990, un altro consiglio di deliberazione, il Consiglio di Ricerca sul Sistema Elettorale, elaborò alcune proposte che includevano l'introduzione dei collegi uninominali al posto dei plurinominali.
Un'altra significativa istituzione dedicata alla formazione delle politiche dei primi anni novanta fu il Consiglio di Ricerca Politica del Partito Liberal Democratico. Esso era strutturato in un certo numero di commissioni, composte dai parlamentari del PLD, corrispondenti alle varie agenzie esecutive. I membri delle commissioni lavoravano a fianco delle loro controparti ufficiali, avanzando le richieste da loro elaborate, in uno dei mezzi più efficaci attraverso cui i gruppi di interesse potevano far presenti le loro istanze davanti alla burocrazia attraverso il canale del partito di governo.

## Sviluppo politico nel dopoguerra
I partiti politici si sono ricostituiti immediatamente dopo l'inizio dell'occupazione americana del Giappone. I partiti di sinistra (politica), come il Partito Socialista (Nihon Shakaitō) e il Partito Comunista (Nihon Kyōsantō), si ristabilirono velocemente, così come altri partiti conservatori. I vecchi Seiyokai e Rikken Manseito divennero, rispettivamente, il Partito Liberale (Nihon Jiyuto) e il Partito Progressista (Nihon Shimpoto).
Le prime elezioni del dopoguerra si tennero nel 1948 (le donne ottennero il diritto di voto per la prima volta nel 1947), e il vicepresidente del Partito Liberale, Shigeru Yoshida (1878-1967), divenne primo ministro. Per le elezioni del 1947, le forze anti-Yoshida lasciarono il Partito Liberale e si unirono al Partito Progressista per fondare il nuovo Partito Democratico (Minshuto). Questa divisione delle forze conservatrici dette la maggioranza al Partito Socialista giapponese, che riuscì a formare un governo che durò meno di un anno. Da allora, il Partito Socialista iniziò a declinare sempre più ad ogni tornata elettorale. Dopo un breve periodo di amministrazione del Partito Democratico, Yoshida tornò al governo nel 1948 e rimase primo ministro fino al 1954.
Ancora prima che il Giappone riottenesse la piena sovranità, il governo aveva riabilitato circa 80.000 persone precedentemente epurate, molte delle quali ritornarono alle loro vecchie posizioni politiche e di governo. Successivamente si accese il dibattito sulle limitazioni della spesa militare e sul ruolo dell'imperatore; ciò contribuì alla grande diminuzione della maggioranza su cui poteva contare il Partito Liberale dopo le prime elezioni dopo la fine dell'occupazione (ottobre 1952). Dopo alcune riorganizzazioni delle forze armate, nel 1954 fu istituita la Forza di Autodifesa sotto il comando civile. Gli eventi della guerra fredda e la guerra di Corea contribuirono significativamente al nuovo sviluppo economico influenzato dagli Stati Uniti, al contenimento del comunismo, e alla mancata sindacalizzazione dei lavoratori giapponesi durante questo periodo.
La frammentazione dei partiti e il succedersi di governi di minoranza condussero i conservatori a fondere il Partito Liberale (Jiyuto) con il Partito Democratico del Giappone (Nihon Minshuto), erede del precedente Partito Democratico, per costituire il Partito Liberal Democratico (Jiyu-Minshuto; LDP) nel novembre 1955. Questo nuovo soggetto politico detenne il potere politico ininterrottamente dal 1955 al 1993, quando fu sostituito da un nuovo governo di minoranza. La leadership dell'LDP era detenuta dalle élite che avevano vissuto la sconfitta e l'occupazione militare; il partito attrasse burocrati, politici locali, uomini d'affari, giornalisti, professionisti, imprenditori agricoli e laureati delle università. Tradizionalmente la lotta fra le correnti ha fatto sì che i governi fossero di breve durata, soprattutto dopo gli anni 60; i primi ministri più duraturi sono stati Hayato Ikeda (luglio 1960 - dicembre 1964), Eisaku Satō (dicembre 1964 - luglio 1972), Yasuhiro Nakasone (novembre 1982 - ottobre 1987) e Junichiro Koizumi (aprile 2001 - settembre 2005).
Nell'ottobre 1955, i gruppi socialisti si riunirono sotto il Partito Socialista che emerse come seconda forza politica del paese. Era seguito per popolarità dal Kōmeitō (Partito del Governo Pulito), fondato nel 1964 come braccio politico del Soka Gakkai (società creatrice di valore), un'organizzazione laica legata fino al 1991 alla setta buddhista Nichiren Shōshū. Il Komeito enfatizzava i valori tradizionali giapponesi e godeva del consenso dei lavoratori urbani, dei vecchi residenti delle campagne, e della maggioranza delle donne. Esso favoriva, insieme al Partito Socialista, la graduale modificazione e dissoluzione del Trattato di Mutua Cooperazione e Sicurezza tra gli Stati Uniti e il Giappone.

## Sviluppi politici recenti
Il dominio dell'LDP è durato fino alle elezioni del 1993, in cui non riuscì ad ottenere la maggioranza dei voti, a causa delle scissioni da parte del Partito del Rinnovamento (Shinseitō o JRP), del Nuovo Partito del Giappone (Nihon Shintō o JNP) e del Nuovo Partito Pioniere (Shintō Sakigake o NPS).
Il crollo del socialismo reale spinse negli anni 90 il Partito Socialista (JSP) a riprendere il nome di Partito Social-Democratico (Shakai Minshutō, abbreviato Shamintō, o SDPJ). Il partito fu però coinvolto nella corruzione del LDP e venne punito anch'esso alle elezioni del 1993, senza che i suoi voti andassero alle formazioni socialdemocratiche minori.
Una coalizione delle vecchie forze di opposizione socialiste (JSP, DSP, USDP) e non (Komeito) e dei nuovi partiti ex-liberaldemocratici (JRP, JNP, NPS) riuscì a formare una maggioranza di governo e ad eleggere un nuovo primo ministro, Morihiro Hosokawa (JNP), nell'agosto del 1993, lasciando all'opposizione, oltre al LDP, solo i comunisti. L'obiettivo principale per la legislatura del suo governo era la riforma politica consistente in un pacchetto di restrizioni al finanziamento dei partiti politici e di grandi cambiamenti nel sistema elettorale. La coalizione riuscì nell'obiettivo della riforma politica nel 1994.
Nell'aprile 1994, il primo ministro Hosokawa rassegnò le dimissioni. Il primo ministro Tsutomu Hata (JRP) formò il successivo governo di coalizione, il primo governo di minoranza in quasi 40 anni. Hata si dimise due mesi più tardi.
Il primo ministro Tomiichi Murayama formò, nel giugno 1994, un governo di coalizione composto dal suo Partito Socialista (JSP), dall'LDP e dal Nuovo Partito Sakigake (NPS). L'avvento di una coalizione comprendente sia il JSP che l'LDP sorprese molti osservatori a causa della loro grande rivalità precedente. Il primo ministro Murayama fu in carica dal giugno 1994 al gennaio 1996.
Gli successe il primo ministro Ryūtarō Hashimoto (LDP), in carica dal gennaio 1996 al luglio 1998. Hashimoto guidò la coalizione dei tre partiti fino alle elezioni per la camera bassa del 20 ottobre 1996 (vittoriose per LDP a scapito degli alleati, mentre il JRP si confermava primo partito dell'opposizione) e alle elezioni per la camera alta del luglio 1998, quando i due partiti minori tagliarono i loro legami con l'LDP.
Il 1998 è l'anno della nascita (per fusione) di due nuove formazioni politiche: il Nuovo Komeito (Shin Kōmeitō o NKP) e il Partito Democratico (Minshutō o DPJ).
Hashimoto si dimise per il deludente risultato elettorale dell'LDP. Gli successe come presidente del partito e come primo ministro Keizō Obuchi, in carica dal 30 luglio 1998.
L'LDP formò un governo di coalizione con il Partito Liberale nel gennaio 1999, e Keizō Obuchi rimase primo ministro. La coalizione si espanse per includere il Nuovo Partito Komeito nell'ottobre 1999.
Obuchi fu vittima di un ictus nell'aprile 2000 e fu sostituito da Yoshirō Mori. Dopo che il Partito Liberale ebbe lasciato la coalizione nell'aprile 2000, Mori accolse il Nuovo Partito Conservatore nella coalizione di governo. Essa mantenne la maggioranza nella Dieta anche dopo le elezioni per la camera bassa del 25 giugno 2000, in cui il DPJ divenne la prima forza di opposizione.
Dopo un turbolento anno di carica in cui vide il suo indice di approvazione precipitare sotto il 10%, Mori indisse elezioni anticipate per la presidenza dell'LDP per aumentare le possibilità del suo partito in vista delle cruciali elezioni per la camera alta del luglio 2001. Il 24 aprile 2001, cavalcando un'onda di rinnovamento proveniente dalla base del partito, l'indipendente Junichiro Koizumi sconfisse il primo ministro Hashimoto e altri esponenti di spicco del partito sulla base di riforme politiche ed economiche. Koizumi fu eletto come 87º primo ministro del Giappone il 26 aprile 2001.
L'11 ottobre 2003, Koizumi sciolse la Camera dei rappresentanti dopo che fu rieletto presidente dell'LDP. In tal modo, quell'anno, l'LDP vinse le elezioni, anche se dovette soffrire contro il nuovo partito d'opposizione, il social-liberale Partito Democratico; lo stesso accadde per le elezioni della camera alta del 2004.
L'8 agosto 2005, Junichiro Koizumi indisse le elezioni anticipate per la camera bassa come aveva precedentemente minacciato dopo che esponenti di spicco dell'LDP e i membri del DPJ rifiutarono la sua proposta di una riforma su larga scala e di privatizzazione delle poste giapponesi, che oltre a essere l'impresa pubblica che detiene il monopolio postale in Giappone è anche tra le più grandi istituzioni finanziarie del mondo, con un patrimonio di circa 331 000 miliardi di yen. Le elezioni furono fissate per l'11 settembre 2005, e furono vinte dall'LDP con la più ampia maggioranza del dopoguerra (296 seggi su 480) a scapito del DPJ.
Il 6 febbraio 2006, il membro del DPJ Hisayasu Nagata accusò il figlio del segretario generale dell'LDP Tsutomu Takebe di aver ricevuto denaro illegalmente dall'ex presidente della Livedoor, Takafumi Horie. L'unica prova di queste accuse era un'e-mail inviata da Takafumi Horie a Tsutomu Takebe. Le accuse furono immediatamente contestate e, il 2 marzo 2006, Nagata ammise che l'e-mail era falsa, ma affermò che lui credeva veramente che al momento dell'accusa l'e-mail fosse vera. Questo portò naturalmente in disgrazia il DPJ, e molti membri abbandonarono il partito, inclusi Nagata e il presidente Seiji Maehira.
Nell'estate Koizumi annunciò a sorpresa il suo ritiro e rinunciò a designare il successore. Il 26 settembre 2006 il nuovo presidente dell'LDP Shinzō Abe venne eletto in una sessione speciale della Dieta come successore di Junichiro Koizumi nel ruolo di primo ministro. È il più giovane primo ministro del Giappone del dopoguerra ed è il primo a essere nato dopo la fine della guerra. Fa parte della corrente più conservatrice e nazionalista dell'LDP. In 5 anni poi subentreranno altri cinque premier: dell'LDP il moderato Yasuo Fukuda e l'ultraconservatore Tarō Asō, del DPJ Yukio Hatoyama, Naoto Kan e Yoshihiko Noda. Dal 26 dicembre 2012 torna in carica Shinzō Abe, che diventa dunque il capo del più lungo esecutivo mai insediatosi a Tokyo.

## Censimento
Il governo del Giappone raccoglie informazioni statistiche sulla popolazione. Il censimento del 2005 raccoglie informazione su età, sesso, composizione delle famiglie, lavoro e reddito.

## Politica estera
Il Giappone è uno stato membro delle Nazioni Unite e un membro non permanente del Consiglio di sicurezza delle Nazioni Unite; era al 2014, uno dei membri del G4 in cerca di un posto permanente nel Consiglio di Sicurezza.
La Costituzione del Giappone proibisce l'uso della forza militare per muovere guerra contro altri paesi. In ogni modo, il governo mantiene una "Forza di Autodifesa" che comprende Kōkū Jieitai (aeronautica militare), Kaijō Jieitai (marina militare) e Rikujō Jieitai (esercito). L'invio di truppe di supporto non militare in Iraq è stato il primo spiegamento di forze oltre oceano dalla Seconda Guerra Mondiale.
Come potenza economica, il Giappone è membro del G8 e dell'APEC e ha relazioni sviluppate con l'ASEAN come membro dell'ASEAN più tre" dell'East Asia Summit. È un grande donatore nell'aiuto internazionale e nella cooperazione allo sviluppo: ha donato lo 0,19% del PIL nel 2004.
Rimangono ancora aperte le dispute territoriali con la Russia sulle Isole Kurili, con la Corea del Sud su Takeshima, con Cina e Taiwan sulle Pinnacle Islands e con la Cina per l'isola di Okinotorishima. Queste dispute sono in parte per il controllo delle risorse marine e naturali, come possibili riserve di petrolio e gas naturale.
In anni recenti, il Giappone ha una disputa con la Corea del Nord per il rapimento di alcuni cittadini giapponesi e per il suo programma di costruzione di armi nucleari.